# Домашній фронт

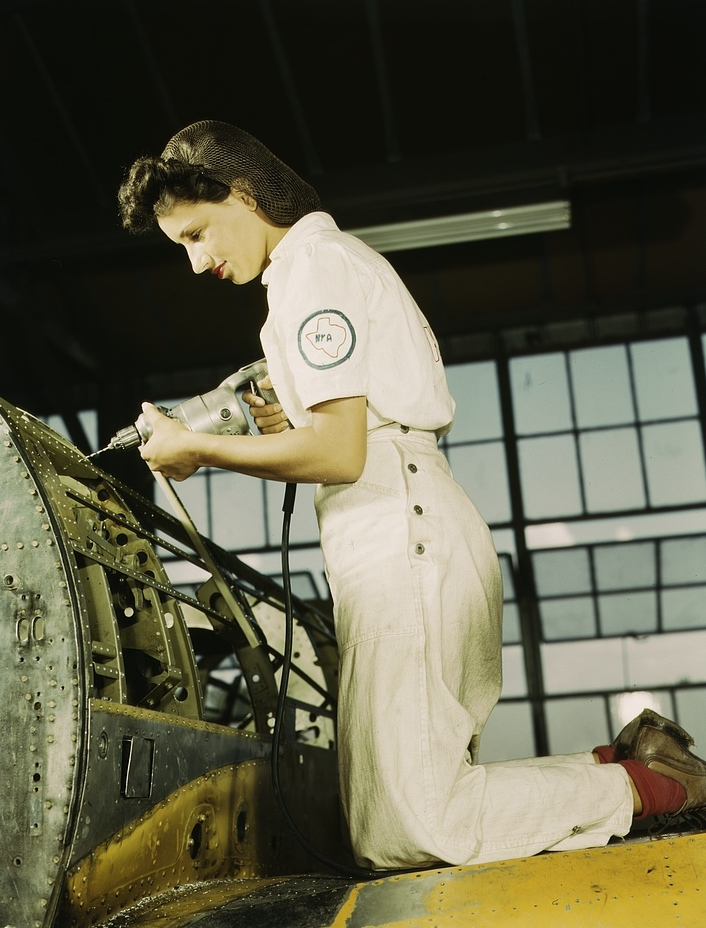
Клепальниця Розі: американська жінка працює на монтажі літака, 1942 рік

Домашній фронт (тил) — це участь цивільного населення у війні без залучення до бойових дій, що може проявлятися в праці на виробництві зброї та боєприпасів і військової техніки, участі у військовій логістиці, або також у перебуванні в районах, які піддаються бомбардуванням та ракетним обстрілам.
Термін походить від англійського виразу Home front, на основі якого з'явилися відповідники в інших мовах. Термін почали використовувати для опису широкої участі британського суспільства в Першій світовій війні, коли Велика Британія зазнала ударів з дирижаблів та пережила період виживання на продовольчих пайках.

## Загальне поняття
Цивільне населення традиційно не бере участі в бойових діях, за винятком випадків, коли бойові дії досягають житлових районів. Однак розширені руйнівні можливості сучасної війни створили підвищену пряму загрозу для цивільного населення. Зі швидким розвитком військових технологій термін «військові зусилля» (military effort) змінився і став включати «внутрішній фронт» (home front) як відображення здатності цивільного сектору економіки виробляти зброю, а також структурні або політичні зміни, які стосуються його вразливість до прямої атаки.
Ця скоординована мобілізація ресурсів суспільства — від бойових підрозділів до виробничих потужностей — має глибокі наслідки для концепції «тотальної війни». За цією логікою, якщо підприємства та їхні працівники є частиною військових зусиль, вони стають законними цілями для нападу, перестають бути захищеними некомбатантами. Таким чином, на практиці обидві сторони конфлікту атакують цивільних осіб та цивільну інфраструктуру, розуміючи, що вони є легітимними та законними цілями у війні. Такий військовий погляд на цивільні цілі впливає на справедливість застосованих правових принципів, на яких ґрунтується судове переслідування злочинів проти людства.
У зв'язку із загальним розвитком і зміною ідеологічного ставлення до держави розвивалася і концепція участі цивільного населення у війні. У феодальному суспільстві, а також в абсолютній монархії держава сприймалася як така, що в основному належить монарху й аристократії, пануючи над масою простолюдинів; війни сприймалися як змагання між ворожими правителями, що велося «над головою» простолюдинів, від яких очікувалося підкорення переможцю. Однак навіть зважаючи на це, у феодальних суспільствах доходи маєтків і націй, а отже, багатство і влада монархів і аристократів, були пропорційні кількості простолюдинів, доступних для роботи на землі. Застосовуючи тактику середньовічного рейдерства, відому як «шевоше» (chevauchée): убиваючи, тероризуючи, знищуючи власність і захоплюючи селян — нападник міг сподіватися або зменшити силу супротивника, або змусити супротивника дати бій.
Натомість із часів Французької революції держава все більше сприймалася як така, що належить «народу», сприйняття, яке поділяють — хоча й у різних формах — демократія, комунізм і фашизм. Логічний висновок полягав у тому, що війна стала справою кожного і що ті, кого не взяли в армію, повинні все одно «виконувати свою роль» і «воювати на фронті».

## Історія
Важливість цивільного виробництва та допоміжних послуг для здатності країни вести війну вперше стала очевидною протягом двадцяти п'яти років Французької революції та наполеонівських війн, коли Сполучене Королівство було в змозі фінансувати та, меншою мірою, озброювати та постачати різні коаліції, які виступали проти Франції. Попри те, що населення Великої Британії було набагато меншим, ніж Франція, глобальна морська торгівля та рання індустріалізація означали, що її економіка була набагато більшою, ніж Франція, що дозволило Британії компенсувати перевагу французької робочої сили.
Під час Громадянської війни в Америці потенціал заводів і сільського господарства Півночі виявився таким же вирішальним у виграші війни, як і вміння генералів обох сторін.

### Перша світова війна
Під час Першої світової війни, британська криза постачання боєприпасів 1915 року та призначення Девіда Ллойд Джорджа міністром боєприпасів було визнанням того, що всю економіку потрібно було б підготувати до війни, якщо союзники мали перемогу на Західному фронті. Домашній фронт Сполучених Штатів під час Першої світової війни став першим ланцюжком Другої світової війни.

### Друга світова війна
Фактором перемоги союзників у Другій світовій війні була здатність країн-союзників успішно й ефективно мобілізувати свою цивільну промисловість і населення для виробництва зброї та товарів, необхідних для ведення війни. Навпаки, мобілізація економічних ресурсів у нацистській Німеччині була настільки неефективною, що деякі ранні історики економіки Рейху дійшли висновку, що нацистське керівництво, мабуть, проводило навмисну політику переваги цивільного виробництва перед військовим до кінця війни. Британці, навпаки, вже завершили мобілізацію для тотальної війни до 1940 року, таким чином значно збільшивши виробництво зброї, особливо важких бомбардувальників. Такий погляд, наприклад, досить рано представив економіст, дипломат Джон Кеннет Ґелбрейт у журналі «Fortune» 1945 року: «Простий факт полягає в тому, що Німеччина ніколи не повинна була програвати війну…». За словами англійського професора історії Адама Тузе, на цю точку зору вплинули післявоєнні звіти німецького міністра військової промисловості Альберта Шпеера та лідера військової економіки Ганса Керля, які не були вільні від власних інтересів. Альтернативна точка зору Тузе полягає в тому, що Німеччина була надзвичайно мобілізованою — наприклад, у 1939 році рівень мобілізації жінок у Німеччині був вищим, ніж Британія коли-небудь досягала за всю війну, — але економіка Німеччини була просто недостатньо сильною в порівнянні з економіками воєнних противників, особливо щодо дедалі зростаючої підтримки, що надходила із США. Рабська праця та чужа праця на додаток до жіночої праці не могли цього змінити. Гітлер рано усвідомив цю слабкість Німеччини. Проте він сподівався за допомогою серії блискавичних дій змінити ситуацію досить швидко на користь Німеччини. Це не вдалося через військові поразки на території СРСР та постійну підтримку Британії з боку США.
Під час нацистського вторгнення в Радянський Союз радянські солдати та цивільне населення перемістили свою промисловість поза досяжність німців (іноді розбираючи та знову збираючи цілі заводи) і почали випускати величезну кількість танків Т-34, штурмовиків Іл-2 та іншої зброї.

## Домашній фронт у США
див. детальніше статтю Домашній фронт у США